# Jean Meneses
Jean David Meneses Villarroel (Santiago, 16 marzo 1993) è un calciatore cileno, centrocampista del Vasco da Gama e della nazionale cilena.

## Caratteristiche tecniche
È un centrocampista.

## Carriera

### Cronologia presenze e reti in nazionale
| Cronologia completa delle presenze e delle reti in nazionale ― Cile | Cronologia completa delle presenze e delle reti in nazionale ― Cile | Cronologia completa delle presenze e delle reti in nazionale ― Cile | Cronologia completa delle presenze e delle reti in nazionale ― Cile | Cronologia completa delle presenze e delle reti in nazionale ― Cile | Cronologia completa delle presenze e delle reti in nazionale ― Cile | Cronologia completa delle presenze e delle reti in nazionale ― Cile | Cronologia completa delle presenze e delle reti in nazionale ― Cile |
| Data                                                                | Città                                                               | In casa                                                             | Risultato                                                           | Ospiti                                                              | Competizione                                                        | Reti                                                                | Note                                                                |
| ------------------------------------------------------------------- | ------------------------------------------------------------------- | ------------------------------------------------------------------- | ------------------------------------------------------------------- | ------------------------------------------------------------------- | ------------------------------------------------------------------- | ------------------------------------------------------------------- | ------------------------------------------------------------------- |
| 11-9-2019                                                           | San Pedro Sula                                                      | Honduras                                                            | 2 – 1                                                               | Cile                                                                | Amichevole                                                          | -                                                                   | 64’                                                                 |
| 15-10-2019                                                          | Alicante                                                            | Cile                                                                | 3 – 2                                                               | Guinea                                                              | Amichevole                                                          | 1                                                                   | 67’                                                                 |
| 13-11-2020                                                          | Santiago del Cile                                                   | Cile                                                                | 2 – 0                                                               | Perù                                                                | Qual. Mondiali 2022                                                 | -                                                                   |                                                                     |
| 17-11-2020                                                          | Caracas                                                             | Venezuela                                                           | 2 – 1                                                               | Cile                                                                | Qual. Mondiali 2022                                                 | -                                                                   |                                                                     |
| 27-3-2021                                                           | Rancagua                                                            | Cile                                                                | 2 – 1                                                               | Bolivia                                                             | Amichevole                                                          | 1                                                                   | 88’                                                                 |
| 3-6-2021                                                            | Santiago del Estero                                                 | Argentina                                                           | 1 – 1                                                               | Cile                                                                | Qual. Mondiali 2022                                                 | -                                                                   |                                                                     |
| 8-6-2021                                                            | Las Condes                                                          | Cile                                                                | 1 – 1                                                               | Bolivia                                                             | Qual. Mondiali 2022                                                 | -                                                                   |                                                                     |
| 14-6-2021                                                           | Rio de Janeiro                                                      | Argentina                                                           | 1 – 1                                                               | Cile                                                                | Coppa America 2021 - 1º turno                                       | -                                                                   |                                                                     |
| 18-6-2021                                                           | Cuiabá                                                              | Cile                                                                | 1 – 0                                                               | Bolivia                                                             | Coppa America 2021 - 1º turno                                       | -                                                                   | 65’                                                                 |
| 21-6-2021                                                           | Cuiabá                                                              | Uruguay                                                             | 1 – 1                                                               | Cile                                                                | Coppa America 2021 - 1º turno                                       | -                                                                   | 56’                                                                 |
| 24-6-2021                                                           | Brasilia                                                            | Cile                                                                | 0 – 2                                                               | Paraguay                                                            | Coppa America 2021 - 1º turno                                       | -                                                                   | 46’                                                                 |
| 2-7-2021                                                            | Brasilia                                                            | Brasile                                                             | 1 – 0                                                               | Cile                                                                | Coppa America 2021 - Quarti di finale                               | -                                                                   | 76’                                                                 |
| 5-9-2021                                                            | Quito                                                               | Ecuador                                                             | 0 – 0                                                               | Cile                                                                | Qual. Mondiali 2022                                                 | -                                                                   |                                                                     |
| 9-9-2021                                                            | Quito                                                               | Colombia                                                            | 3 – 1                                                               | Cile                                                                | Qual. Mondiali 2022                                                 | 1                                                                   |                                                                     |
| 7-10-2021                                                           | Lima                                                                | Perù                                                                | 2 – 0                                                               | Cile                                                                | Qual. Mondiali 2022                                                 | -                                                                   | 65’                                                                 |
| 10-10-2021                                                          | Santiago del Cile                                                   | Cile                                                                | 2 – 0                                                               | Paraguay                                                            | Qual. Mondiali 2022                                                 | -                                                                   | 46’                                                                 |
| 14-10-2021                                                          | Santiago del Cile                                                   | Cile                                                                | 3 – 0                                                               | Venezuela                                                           | Qual. Mondiali 2022                                                 | -                                                                   | 67’                                                                 |
| 16-11-2021                                                          | Santiago del Cile                                                   | Cile                                                                | 0 – 2                                                               | Ecuador                                                             | Qual. Mondiali 2022                                                 | -                                                                   |                                                                     |
| 24-3-2022                                                           | Rio de Janeiro                                                      | Brasile                                                             | 4 – 0                                                               | Cile                                                                | Qual. Mondiali 2022                                                 | -                                                                   | 76’                                                                 |
| 29-3-2022                                                           | Santiago del Cile                                                   | Cile                                                                | 0 – 2                                                               | Uruguay                                                             | Qual. Mondiali 2022                                                 | -                                                                   | 81’                                                                 |
| 6-6-2022                                                            | Daejeon                                                             | Corea del Sud                                                       | 2 – 0                                                               | Cile                                                                | Amichevole                                                          | -                                                                   | 57’                                                                 |
| 10-6-2022                                                           | Kobe                                                                | Cile                                                                | 0 – 2                                                               | Tunisia                                                             | Kirin Cup                                                           | -                                                                   | 59’ 70’                                                             |
| 23-9-2022                                                           | Cornellà de Llobregat                                               | Marocco                                                             | 2 – 0                                                               | Cile                                                                | Amichevole                                                          | -                                                                   | 83’                                                                 |
| 10-9-2024                                                           | Santiago del Cile                                                   | Cile                                                                | 1 – 2                                                               | Bolivia                                                             | Qual. Mondiali 2026                                                 | -                                                                   | 60’                                                                 |
| Totale                                                              |                                                                     | Presenze                                                            | 24                                                                  |                                                                     | Reti                                                                | 3                                                                   |                                                                     |

## Palmarès
- Campionato cileno di seconda divisione: 1

San Luis de Quillota: 2014-2015